# Radiologia del pancreas
La radiologia del pancreas si avvale dell'ecografia, della tomografia computerizzata (TC) e dell'imaging a risonanza magnetica (RM), oltre che di metodiche di radiologia interventistica ed endoscopia come l'angiografia e la Colangio-pancreatografia endoscopica retrograda (ERCP) che sono spesso utilizzate per fini terapeutici.  L'ERCP e la Risonanza magnetica colangiopancreatografica sono utilizzate per lo studio di tutto l'albero biliare (anche intrapancreatico) e sono trattate separatamente nelle rispettive voci.
La tomografia ad emissione di positroni, eseguita nei reparti di medicina nucleare ha indicazioni importanti per quanto riguarda la patologia oncologica pancreatica.

## Metodiche radiologiche
L'ecografia è l'indagine radiologica di primo livello per la valutazione della patologia pancreatica, tuttavia la sua esecuzione non è spesso agevole dato che il pancreas è situato profondamente nell'addome ed è quindi circondato da anse intestinali piene di gas che ostacolo gli ultrasuoni (per tale motivo in molti casi si ricorre fin dal principio ad indagini di secondo livello come TC, RM o ERCP). Le finestre acustiche utilizzabili sono localizzate a livello del lobo epatico sinistro, dell'adipe presente fra stomaco e colon trasverso e della milza. L'indagine va eseguita in inspirazione forzata, in posizione seduta e dopo aver fatto bere dell'acqua per allontanare dalla sonda i gas presenti nello stomaco. L'aspetto del pancreas normale varia con l'età dei pazienti (in adolescenti e giovani adulti è voluminoso e presenta ecogenicità minore del fegato, mentre in età più avanzate l'organo diventa più piccolo ed iperecogeno rispetto al fegato). Se il dotto pancreatico principale presenta diametro maggiore di 2 mm a livello del corpo dell'organo è di solito ben visibile all'esame ecografico. Un pancreas iperecogeno in un giovane o in un adolescente è suggestivo di un processo infiammatorio cronico in atto, mentre un aspetto ipoecogeno nell'anziano è suggestivo di pancreatite acuta. La presenza di aria nei visceri cavi circostanti così come di linfonodo ingrossati può portare ad errori di valutazione (possono essere scambiati per lesioni pancreatiche).
La tomografia computerizzata permette di identificare lesioni e zone patologiche a livello del pancreas tramite la differente impregnazione del mezzo di contrasto fra zone sane e malate. Migliori risultati con questa metodica si possono ottenere distendendo lo stomaco ed il duodeno dando da bere mezzo di contrasto diluito in acqua e somministrando un farmaco per ridurre il tono intestinale. Di norma viene eseguita dapprima un'acquisizione senza mezzo di contrasto (utile per rilevare eventuali calcoli e calcificazioni) poi, dopo sua somministrazione, si acquisiscono la fase arteriosa dopo circa 35-40 secondi e quella venosa-portale dopo 65-70 (i tempi sono stabiliti automaticamente dalla macchina che rileva le differenze di densità a livello dell'aorta addominale dovute al passaggio del mezzo di contrasto a tale livello.
La RM se eseguita con macchine ad alto campo magnetico (>1,5 Tesla) e mediante bobine e sequenze dedicate consente di ottenere anch'essa immagini dopo somministrazione di mezzo di contrasto con minimi artefatti da movimento dovuti alla respirazione, oltre a consentire acquisizioni colangio-RM. Di norma nelle sequenze T1 pesate il pancreas si presenta iperintenso rispetto ai tessuti circostanti per la presenza di sostanze paramagnetiche nel succo pancreatico (enzimi, ioni magnesio, sostanze contenute nel reticolo endoplasmatico delle cellule secernenti), mentre in quelle T2 pesate l'organo appare di norma ipointenso, permettendo di evidenziare bene l'albero biliare che appare invece iperintenso per la presenza di liquido fermo.
L'angiografia ormai è di norma usata solo per fini terapeutici o per valutare in casi dubbi le lesioni ipervascolari come l'insulinoma.

## Patologia pancreatica

### Varianti anatomiche
La variante anatomica più comune è il pancreas divisum ed è caratterizzata dalla presenza di 2 sistemi duttali all'interno dell'organo anziché di uno solo. Tale anomalia è da attribuire alla mancata fusione dei dotti pancreatici dorsale e ventale che di norma avviene durante il secondo mese di vita intrauterina. In tali casi un dotto accessorio (di Santorini) drena in duodeno il succo pancreatico prodotto a livello della porzione anteriore della testa e di tutto il complesso corpo-coda, mentre la porzione posteriore della testa ed il processo uncinato sono drenati dal dotto ventrale che si unisce alla via biliare principale a livello della papilla di Vater. I pazienti che presentano questa variante anatomica presentano un rischio di pancreatite incrementato del 50%.
Molto più raro è il pancreas anulare (3 casi su 150000 autopsie) che si origina se durante l'embriogenesi dell'organo la porzione ventrale non ruota nel modo corretto e rimane quindi a circondare il duodeno a livello della sua seconda porzione. Tale quadro clinico può portare a stenosi se non ostruzione del duodeno già in età neonatale, tuttavia è possibile rinvenire questa variante anche nell'adulto in esami eseguiti per altri motivi.
Un'ultima variante anatomica è l'agenesia della porzione dorsale del pancreas, che è spesso associata a diabete, dato che è in questa regione che di norma si trova il maggior numero di cellule secernenti insulina.

### Lesioni cistiche
Le principali lesioni cistiche, di frequente riscontro clinico, anche occasionale, sono:
- la pseudocisti (esiti di pregresse pancreatiti)
- il cistoadenoma sieroso (benigno)
- il cistoadenoma mucinoso (benigno, ma può diventare maligno e deve quindi essere asportato chirurgicamente)
- il Tumore Intraduttale Papillare Mucino-Secernente (TIPM. Questo tumore deve sempre essere asportato chirurgicamente in quanto maligno)

La colangio-RM è di norma utilizzata per studiare i rapporti fra queste lesioni ed i dotti pancreatici, tuttavia l'imaging radiologico non sempre è in grado di determinare se una lesione è benigna o maligna; in tali casi si ricorre quindi all'agoaspirato del contenuto della cisti sotto guida ecografica.

Pseudocisti pancreatica

La pseudocisti è costituita da una raccolta di sangue ed essudato infiammatorio circondata da una capsula di tessuto fibroso e localizzata a livello dell'adipe attorno al pancreas. Tale formazione entra in diagnosi differenziale con gli pseudoaneurismi dei vasi arteriosi tributari e le altre lesioni cistiche. All'indagine ecografica la pseudocisti appare capsulata ed a contenuto anecogeno con fini spot iperecogeni. In TC appare sempre solitaria ed uniloculata e può essere omogenea o disomogenea. Dopo somministrazione del mezzo di contrasto si osserva impregnazione di questo solo a livello della capsula. Nel 70% dei casi la pseudocisti comunica con il dotto pancreatico, mentre la presenza di aria al suo interno è indice di infezione.

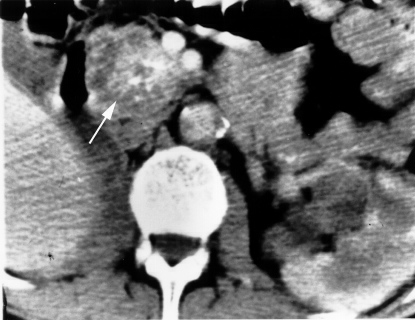
Cistoadenoma sieroso della testa del pancreas

Il cistoadenoma sieroso tipicamente si sviluppa a livello della testa, è capsulato e presenta una struttura "a nido d'ape" con a volte una cicatrice al centro che può anche andare incontro a calcificazione. Dopo iniezione di mezzo di contrasto si osserva lieve enhancement a livello della capsula. È un tumore benigno ma è anche spesso associato alla sindrome di von Hippel-Lindau.

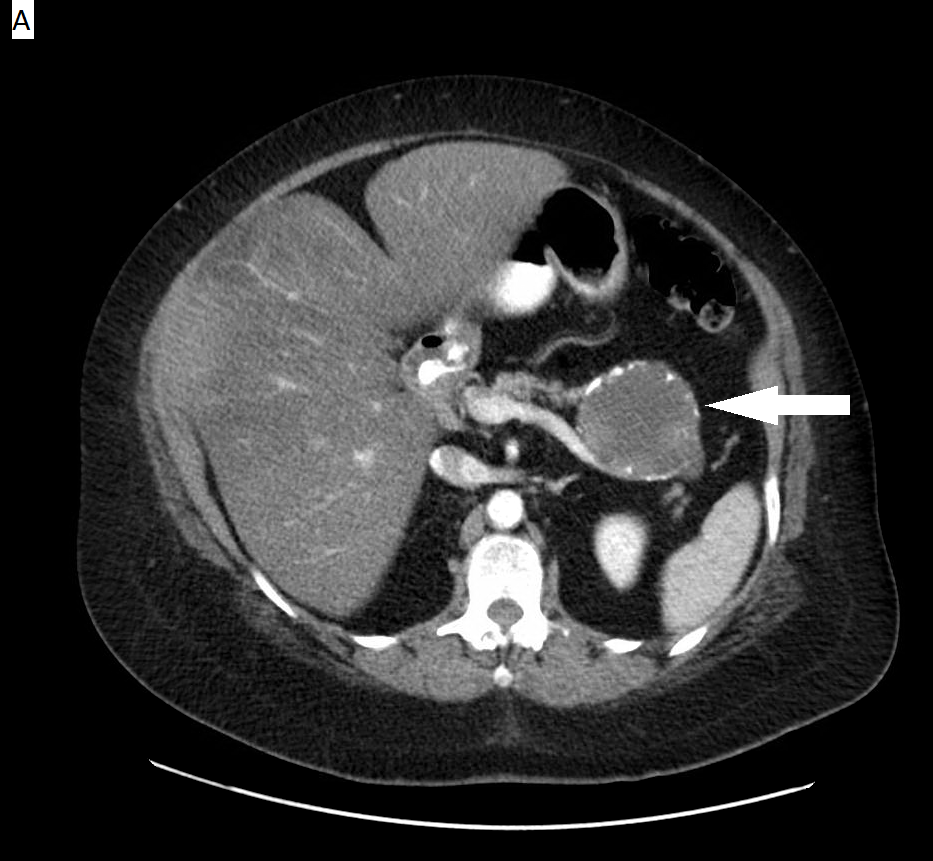
Cistoadenoma mucinoso

Il cistoadenoma mucinoso si rileva più spesso a livello della coda ed è caratterizzato da un aspetto macrocistico; può essere multiloculato. Dopo somministrazione del mezzo di contrasto la capsula ed i setti interni diventano più evidenti. In RM presenta segnale nelle sequenze T1 pesate molto variabile, correlato alla concentrazione di mucina al suo interno.

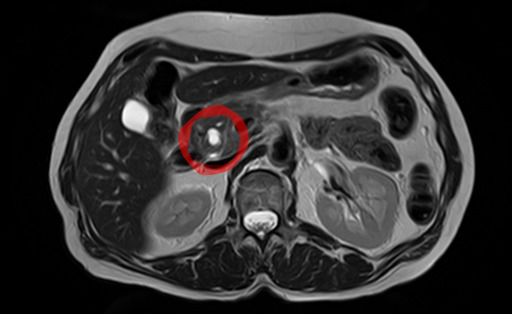
Tumore Intraduttale Mucino-Secernente localizzato mediante RM. La lesione appare iperintensa nelle sequenze T2 pesate per la presenza al suo interno di liquido fermo (colangio-RM)

Il Tumore Intraduttale Papillare Mucino-Secernente (TIPM) è più spesso rilevato a livello della testa e del processo uncinato, ove spesso si manifesta clinicamente tramite l'ostruzione del dotto pancreatico senza stenosi dello stesso. Le lesioni piccole di questo tipo sono difficilmente distinguibili dalla pancreatite cronica, mentre in quelle di maggiori dimensioni è possibile osservare nel loro contesto la presenza di papille endoluminali che diventano più evidenti dopo la somministrazione del mezzo di contrasto. Sono di più facile diagnosi i TIPM localizzati a livello delle diramazioni del dotto pancreatico. La migliore tecnica per il loro studio è la colangio-RM (che consente di evidenziare come queste lesioni comunicano con i dotti pancreatici).
Le cisti pancreatiche vere sono molto rare e sono spesso associate alla malattia policistica o alla sindrome di von Hippel-Lindau. Se una lesione di questo aspetto viene rilevata in un paziente non affetto dalle suddette patologie pertanto è più probabile una delle altre diagnosi già elencate in questo paragrafo.
La PET con fluorodesossiglucosio presenta accuratezza elevata nella caratterizzazione delle lesioni cistiche pancreatiche (permettendo quindi la diagnosi differenziale fra lesioni benigne e maligne nei casi dubbi).

### Fibrosi cistica
Nei pazienti affetti da questa malattia il tessuto parenchimale del pancreas è sostituito da tessuto adiposo (l'insufficienza pancreatica è tipica di questa patologia)  e l'organo aumenta o si riduce di dimensioni. La RM è l'indagine più accurata per identificare gli effetti della malattia sul pancreas, ma anche TC ed ecografia sono adatti allo scopo. Raramente è possibile osservare cisti nel contesto dell'organo (probabilmente dovute ad accumulo di proteine nei dotti pancreatici dilatati).

### Pancreatite acuta
La pancreatite acuta è una grave malattia (può portare all'exitus del paziente) dovuta ad un processo infiammatorio che distrugge il parenchima pancreatico liberando gli enzimi digestivi contenuti in esso (cosa che porta ad un ulteriore danno a catena). La TC è l'esame fondamentale per definire la gravità di questa patologia (utilizzando i criteri APACHE II o la scala Ranson) in quanto può evidenziare molto bene sia le aree di necrosi sia le alterazioni nella forma dell'organo causate dal processo morboso. La formazione di raccolte liquide è la principale complicanza della pancreatite acuta; di solito si formano dopo 2 giorni dall'evento acuto e regrediscono completamente nella metà dei casi. Di solito le raccolte di liquido si localizzano a livello della loggia pancreatica (spazio pararenale anteriore) o nelle riflessioni posteriori del peritoneo (borsa omentale, a livello del mesocolon trasverso e della radice del mesentere). Se le raccolte persistono nel tempo possono diventare pseudocisti, ascessi, aree emorragiche oppure estendere ulteriormente la necrosi tissutale o danneggiare i vasi arteriosi circostanti portando alla formazione di pseudoaneurismi.
Si distinguono radiologicamente due forme di pancreatite acuta: edematosa (la meno severa) e necrotico-emorragica.
L'esame radiografico diretto dell'addome può evidenziare solo segni indiretti della patologia in atto (segni dell'ansa sentinella dovuta a distensione di una porzione del digiuno e del taglio del colon in cui il colon è disteso fino alla flessura splenica). L'ecografia non è adatta a studiare la pancreatite acuta in quanto la distensione di queste anse intestinali, piene di aria, di solito rende difficilmente visualizzabile il parenchima pancreatico; tuttavia l'esame ecografico può identificare eventuali calcoli e sabbia biliare, che spesso sono la causa della malattia.
La pancreatite edematosa è evidente in ecografia come ingrandimento dell'organo associato a diminuzione della sua ecogenicità, che diventa minore di quella del fegato. In presenza di steatosi epatica, malattia in cui il fegato risulta più ipoecogeno del normale, è possibile diagnosticare in modo errato una pancreatite edematosa (pseudopancreatite). L'infiammazione che interessa i tessuti circostanti al pancreas è visibile come strie ipo-anecogene e raccolte fluide. Nella forma necrotico-emorragica si osservano invece aree ipoecogene (necrosi) associate a zone iperecogene (emorragie) e raccolte fluide. L'ecografia Doppler consente inoltre di identificare eventuali trombosi a carico della vena porta e della vena splenica, che spesso complicano questa patologia, così come gli pseudoaneurismi.

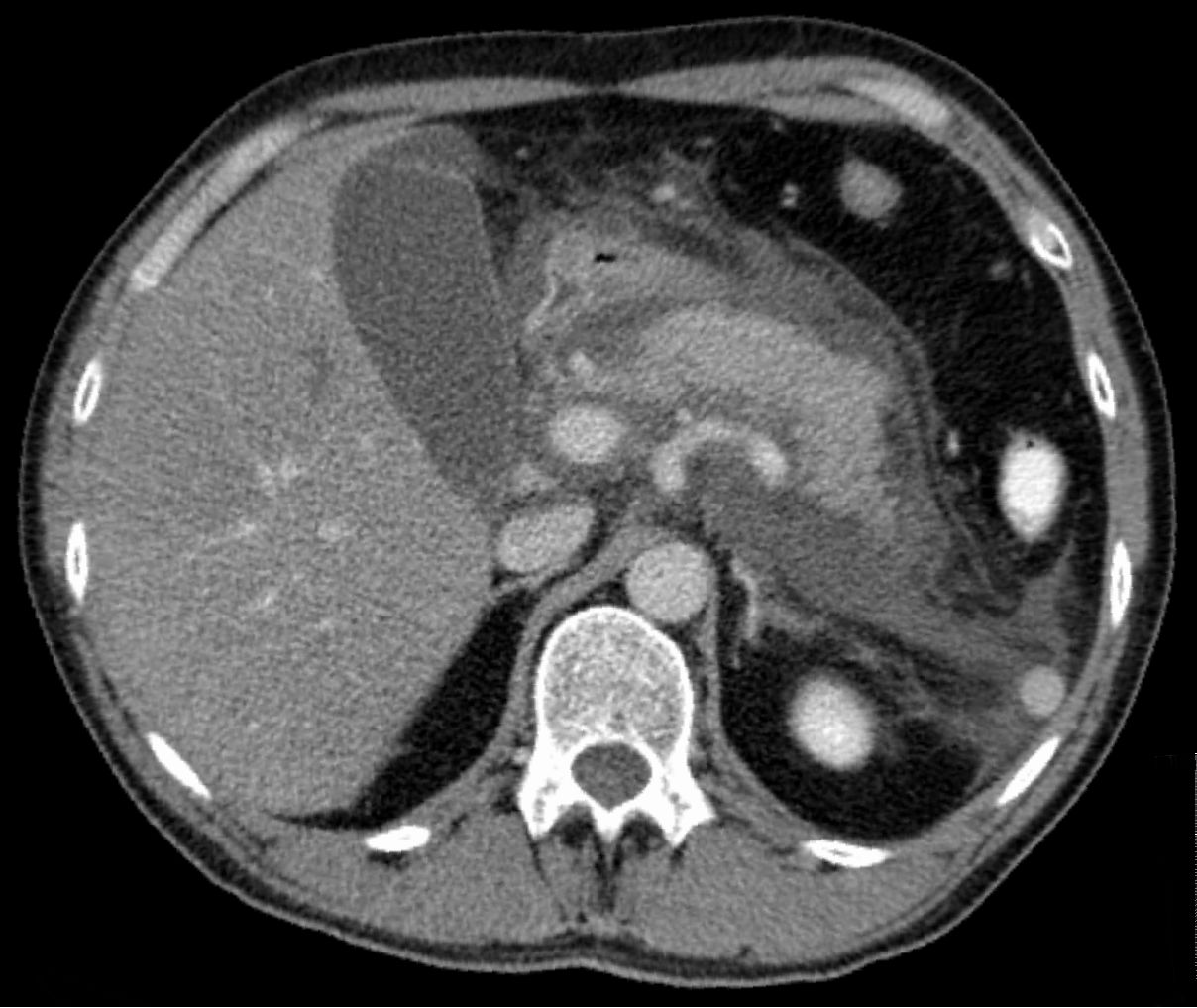
Pancreatite acuta. Il pancreas è circondato da raccolte fluide

L'esame ecografico non consente di studiare la gravità della malattia, cosa invece fattibile con la TC (che rappresenta la metodica di elezione per lo studio dei pazienti affetti da questa patologia). Nelle forme edematose lievi di solito non si osservano modifiche nella densità dell'organo, che invece inizia ad apparire nelle forme più gravi in associazione alla scomparsa della trama lobulare dell'organo ed all'inspessimento della fascia renale anteriore. Nelle forme necrotico-emorragiche l'uso del mezzo di contrasto consente di visualizzare le aree necrotiche come fortemente ipodense rispetto al parenchima sano, così come le raccolte fluide, di cui è possibile studiare estensioni e rapporti in vista di un eventuale intervento chirurgico di drenaggio. La presenza di bolle di gas nel contesto di una raccolta fluida è patognomonica di un'infezione della stessa (ascesso). Il flemmone invece è evidente come una massa solida con densità elevata che interessa estesamente i tessuti circostanti il pancreas.
In RM la pancreatite edematosa mostra segni simili a quelli visibili con la TC. Le strie peripancreatiche appaiono ipointense nelle sequenze T1 pesate ed iperintense in quelle T2 pesate. Nelle forme necrotico-emorragiche l'utilizzo del mezzo di contrasto consente le medesime analisi fattibili con la TC. RM e TC nello studio della pancreatite sono da considerare quindi equivalenti, tuttavia le metodiche di risonanza magnetica permettono anche il contemporaneo studio dei dotti intrapancreatici; di contro il limite più importante è il tempo di acquisizione e la conseguente difficoltà nel mantenere immobili a lungo pazienti clinicamente debilitati.

### Pancreatite cronica

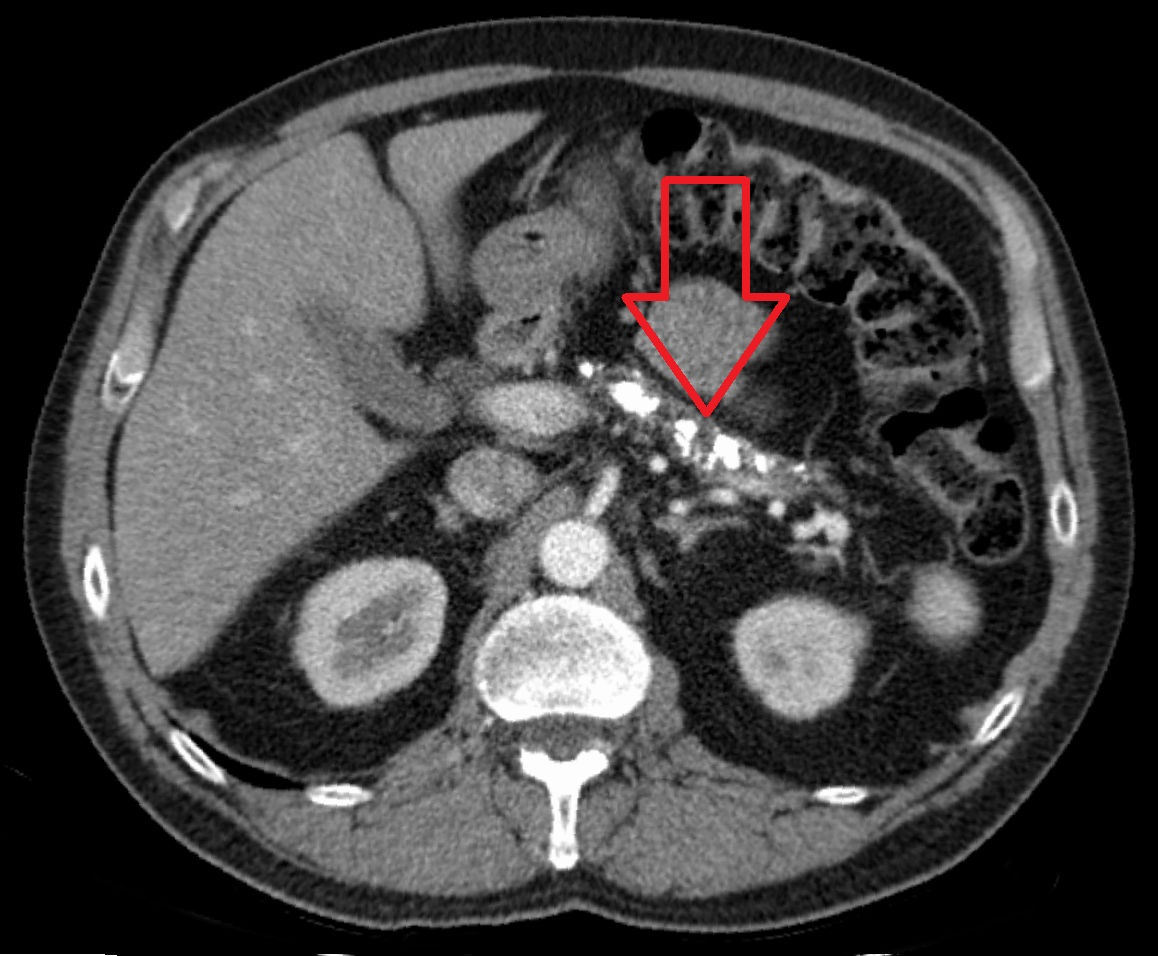
Pancreatite cronica.

In questa malattia si rileva la trasformazione del parenchima ghiandolare in tessuto connettivo fibroso. La pancreatite cronica non è una conseguenza della pancreatite acuta (è spesso conseguente ad un forte consumo di alcool) e la degenerazione fibrosa è irreversibile. Tipicamente agli esami colangiografici si osservano calcificazioni all'interno dei dotti associate a loro dilatazione, che sono disposte a livello del dotto del Wirsung con un aspetto "a corona di rosario" (cosa che permette di distinguere questa condizione clinica dal carcinoma pancreatico, anche se tale diagnosi differenziale non è sempre agevole). All'ecografia il pancreas in questi casi appare iperecogeno (quadro clinico che può essere confuso con la fisiologica iperecogenicità che si osserva in età avanzata), di dimensioni ridotte e lobulato; sono inoltre visibili le calcificazioni. La TC è anch'essa molto sensibile sia nel rilevare le calcificazioni sia le alterazioni nella forma dell'organo. In RM la fibrosi è evidente come un'iperintensità diffusa nelle sequenze T2 pesate ed una ridotta intensità in quelle T1 pesate. Dopo somministrazione di mezzo di contrasto paramagnetico si osserva lieve incremento diffuso del segnale RM. Anche il segnale nelle sequenze al tensore di diffusione appare ridotto. Le complicanze più frequenti di questa patologia sono le trombosi delle vene porta e splenica, oltre alle fistole pleuro-pancreatica e bronco-pancreatica.

### Pancreatite autoimmune
Questa forma di pancreatite cronica risponde molto bene alla terapia con corticosteroidi ed è spesso associata ad altre patologie autoimmuni, come la Sindrome di Sjögren, il lupus eritematoso sistemico, la colangite sclerosante primitiva e la rettocolite ulcerosa. Alla TC di norma l'organo si presenta aumentato di volume e con un aspetto "a salsiccia" e la flogosi è confinata nello spazio pararenale anteriore, tuttavia alcune forme possono essere localizzate alla sola testa o processo uncinato e quindi essere difficilmente distinguibili da un carcinoma pancreatico. Dopo somministrazione del mezzo di contrasto si osserva potenziamento a carico di tutta la ghiandola sia in TC sia in RM, con associato sottile contorno ipodenso in TC ed iperintenso in RM. Di norma non sono coinvolti i vasi ed è possibile osservare ingrandimento dei linfonodi locoregionali. Il dotto pancreatico di norma presenta diametro irregolare lungo il suo decorso, caratterizzato da stenosi e dilatazioni (ben evidenti con le metodiche colangiografiche).

### Infezioni
Le infezioni pancreatiche sono tipiche del paziente immunodepresso e sono causate nella maggioranza dei casi da: citomegalovirus, micobatterio tubercolare e pneumocystis carinii. L'infezione da P. carinii di solito è evidente in TC come calcificazioni millimetriche distribuite in tutto il parenchima, mentre negli altri casi il quadro radiologico non è dissimile da quello di una pancreatite acuta.

### Traumi
La contusione pancreatica è un evento relativamente raro dopo un trauma addominale (prevalenza del 12%) ed è provocata dalla compressione dell'organo contro i corpi vertebrali retrostanti. È possibile in tali casi rilevare ematomi, lacerazioni o anche spandimenti di succo pancreatico (che portano ad un quadro radiologico sovrapponibile a quello della pancreatite acuta); in tale contesto una lesione del dotto pancreatico principale rappresenta quindi un evento in grado di peggiorare la prognosi del paziente. La rottura dell'organo, se presente, è evidente in TC come una linea ipodensa, mentre in RM questa presenta elevato segnale nelle sequenze T2 pesate e segnale ridotto in quelle T1 pesate. È possibile inoltre rilevare incremento del volume del pancreas stesso. Gli esami colangiografici in tali quadri clinici sono i più indicati nel verificare l'integrità anatomica dei dotti pancreatici.

### Adenocarcinoma del pancreas

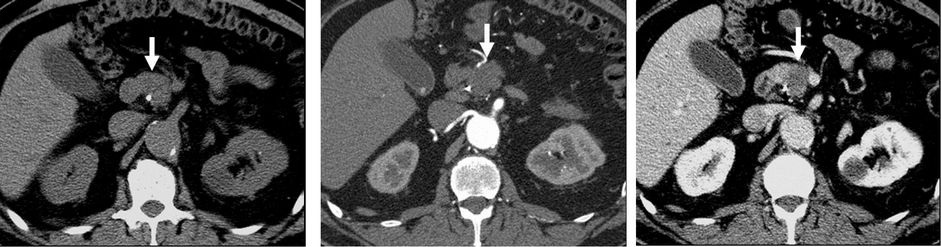
TC con mezzo di contrasto in un paziente affetto da adenocarcinoma del pancreas. La lesione appare ipodensa in fase veno-portale.

Costituisce il 90% dei tumori maligni del pancreas esocrino. Di solito è localizzato a livello della testa (65% dei casi) ove si manifesta clinicamente per occlusione del dotto pancreatico, con conseguente atrofia del parenchima a monte dell'ostruzione. L'obbiettivo delle metodiche di imaging è rilevare l'eventuale presenza di metastasi ed il grado di invasione locale.
All'esame ecografico questo tumore appare ipoecogeno o con ecogenicità disomogenea e presenta margini irregolari. L'uso del color-doppler mette in evidenza un'intensa vascolarizzazione.
L'uso della TC con mezzo di contrasto è fondamentale nella stadiazione dell'adenocarcinoma pancreatico, in quanto il tumore pancreatico presenta ridotta densità dopo la somministrazione rispetto al parenchima sano. È inoltre indispensabile verificare il grado di interessamento dei grossi vasi addominali e mesenterici, così come del tripode celiaco, dei vasi epatici e splenici. Se più del 50% della circonferenza di uno di questi vasi è interessato dal tumore questo non è aggredibile chirurgicamente. Il contrasto fra la lesione ed il parenchima sano può essere incrementato utilizzando la metodica Dual Energy Computed Tomography (DECT) che, utilizzando fotoni a due diverse energie, consente di differenziare meglio i due tipi di tessuto che presentano lievissime differenze di densità.
In RM l'adenocarcinoma pancreatico si presenta ipointenso nelle sequenze T1 pesate; mentre è possibile rilevare lieve iperintensità nelle sequenze T2 pesate. Anche in questo caso il tumore non si potenzia dopo somministrazione di mezzo di contrasto.
È possibile rilevare un tumore pancreatico anche tramite segni indiretti della sua presenza, come la dilatazione del dotto pancreatico (specie se questa interessa il dotto nella sua interezza), l'atrofia di parte del parenchima, la dilatazione delle vene pancreatiche e la presenza di linfonodi ingranditi. Anche la spettroscopia RM e l'imaging al tensore di diffusione sono utili a tal fine.
La PET con fluorodesossiglucosio presenta un'elevata accuratezza sia nel caratterizzare le lesioni pancreatiche dubbie sia nel rilevare metastasi a distanza della malattia (specie quelle epatiche). Non è invece una metodica adatta per lo studio dell'invasione locale o delle metastasi linfonodali.

### Tumori neuroendocrini

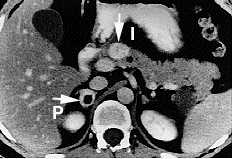
Tumore neuroendocrino del pancreas associato a feocromocitoma del surrene destro. La lesione pancreatica (I) presenta densità aumentata dopo somministrazione di mezzo di contrasto. Il feocromocitoma è la lesione iperdensa con core necrotico contrassegnata con la lettera P. Medialmente al tumore neuroendocrino sono visibili anche due cisti pancreatiche semplici

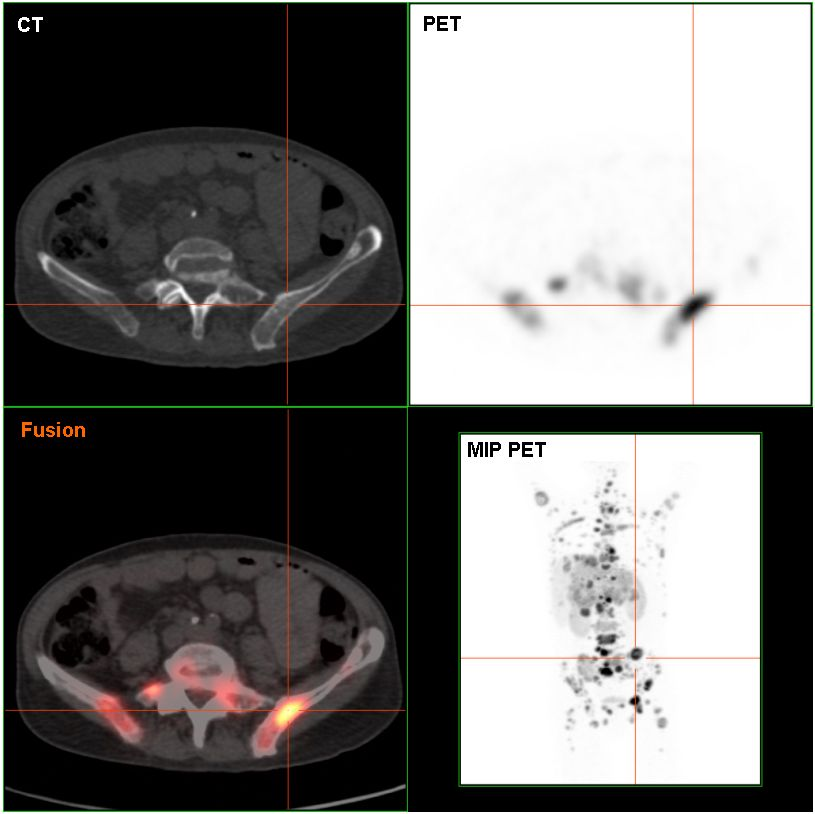
PET con ^{68}Ga DOTATOC in paziente con tumore neuroendocrino. La TC da sola non ha rilevato alcuna lesione

Sono neoplasie rare e spesso maligne che originano dalle cellule di Langerhans. Sono definiti diversi istotipi in funzione del tipo di cellula secernente (somatostaminoma, gastrinoma, VIPoma ed insulinoma). Tali neoplasie possono secernere ormoni oppure no; in quest'ultimo caso spesso si manifestano clinicamente tramite le metastasi o per compressione di organi adiacenti. Questi tumori hanno di solito prognosi molto migliore dell'adenocarcinoma. Le metastasi epatiche da tumori neuroendocrine sono ipervascolari, mentre quelle da adenocarcinoma sono ipovascolarizzate.
In ecografia i tumori neuroendocrini sono difficilmente identificabili per via delle ridotte dimensioni e di solito si presentano come lesioni ipoecogene, com margini ben definiti ed associati a possibile dilatazione del dotto pancreatico.
In TC i tumori neuroendocrini diventano molto evidenti dopo somministrazione di mezzo di contrasto in tutte le fasi.
In RM questi tumori si presentano ipointensi nelle sequenze T1 pesate ed iperintensi in quelle T2 pesate. Dopo somministrazione di mezzo di contrasto si osserva anche qui potenziamento in tutte le fasi.
La medicina nucleare dispone sia di approcci diagnostici sia terapeutici utili alla gestione dei tumori neuroendocrini (approccio teranostico). La PET con analoghi della somatostatina (come anche il vecchio Octeroscan) e con 18F-DOPA, la scintigrafia con 123I-MIBG e la PET con fluorodesossiglucosio permettono infatti un'accurata valutazione di queste forme tumorali (anche superiore alle metodiche radiologiche) e nel contempo la positività delle lesioni ai radiofarmaci specifici per i recettori della somatostatina ed il metabolismo delle monoamine può anche essere sfruttata per effettuare un'efficace terapia radiometabolica.

### Metastasi pancreatiche da tumori solidi di diversa origine
Le metastasi a livello del pancreas da parte di tumori solidi di diverso istotipo sono rare (3% di tutti i pazienti oncologici in stadio avanzato) e sono date principalmente dal carcinoma renale e dal tumore del polmone. In TC tali lesioni possono essere singole o interessare diffusamente tutto il parenchima, presentano margini netti e non superano il profilo della ghiandola; si distinguono dall'adenocarcinoma per la debole impregnazione del mezzo di contrasto; tuttavia la diagnosi differenziale con i tumori neuroendocrini non è semplice. In RM le metastasi appaiono ipointense nelle sequenze T1 pesate e debolmente iperintense in quelle T2 pesate.

### Linfoma
Meno del 2% di tutti i linfomi di origine extra-nodale si sviluppa nel pancreas, tuttavia l'organo è coinvolto nel 30% dei pazienti affetti da linfoma non Hodgkin. Tali localizzazioni si possono presentare come solitarie e ben delimitate oppure come un interessamento diffuso di tutto il parenchima. Le lesioni solitarie hanno un aspetto pressoché sovrapponibile a quello dell'adenocarcinoma, tuttavia è più difficile osservare in questi casi la dilatazione del dotto pancreatico, mentre più spesso si osservano linfoadenopatie a livello dei linfocentri localizzati sotto i vasi renali. La forma diffusa è radiologicamente indistinguibile dalla pancreatite acuta edematosa.

### Carcinoma pleiomorfo
È un tumore molto raro ma estremamente aggressivo (prognosi minore di 2 mesi), che presenta spesso alla diagnosi numerose localizzazioni linfonodali ed a distanza. Radiologicamente appare come una grossa massa con margini irregolari ed eterogeneo uptake di mezzo di contrasto.

### Tumore periampollare
Si sviluppa entro 2 centimetri dalla papilla e radiologicamente è simile all'adenocarcinoma (spesso solo la biopsia è dirimente), ma clinicamente ha una prognosi più favorevole. La dilatazione dei dotti biliare e pancreatico in tali casi possono dare compressione della seconda porzione del duodeno.